# Alsósáradi legszentebb Szűz
Az alsósáradi legszentebb Szűz egy Szűz Mária-jelenés volt az ukrajnai Alsósáradon, az Ilosvai járásban, Magyarország és Románia határai közelében.

## A jelenés
A látnokok
- Oленқа Kyрyщ (Kuruc Heléna) Heléna, vagy Ilona szomszédja és legjobb barátja Mariankának. Élénk, beszédes. Apja Spanyolországban dolgozik, anyjával él. Az első jelenéskor 10 éves.
- Марьянқа Қобаля (Marianka Kobalja) Peter Kobalja pap öt gyermeke közül Marianka a második. A lány csendes hajlamú. Az első jelenéskor 9 éves.

2002. augusztus 27-én két élénk leány közelíti meg a falu határában lévő forrást, - amelynek a neve Dzsublék, ukránul Dzhublyka -, melyhez sokan járnak vizet venni. Oленқа Kyрyщ (Kuruc Heléna), és Марьянқа Қобал (Marianka Kobal) a víznél voltak, amikor egyikük felkiáltott, "nézd ki van a hátad mögött!" Egy nőt láttak, a lábfejét felhő takarta. Hazasiettek rémületükben, és szüleiknek elmondták, de azok nem hittek neki. Csak az apjuk mondta, ha látjátok újra szóljatok. A gyerekek elkezdtek rózsafüzért imádkozni. A következő alkalommal is látták megkérdezték, hogy ki ő. Azt válaszolta Szűz Mária. Miért jöttél? kérdezték. "Azért, hogy segítsek". A jelenség mellett három angyal volt, egyesek szerint a legnagyobb Mihály arkangyal, a másik kettő a lányok őrangyalai. Az apjuk - Péter görögkatolikus atya Marianka apja - titokban követte őket, a harmadik alkalomnál. 31-én a Szűzanya arra kérte a lányokat mondják el az egyházi hatóságoknak, hogy ő eljött ide, és azt kéri itt imádkozzanak. Péter atya megkérdezte aki addig már a helyszínre sietett, kit kellene értesíteni a püspökök közül? Margitics Jánost - szólt az egyik lány. Elhívatták a püspököt, aki jelet kért. A szűzanya azt mondta, legnagyobb jel az lesz, hogy az emberek ide jönnek imádkozni. És valóban jöttek az emberek imádkozni, így eleget tudott tenni a püspök a kérésnek, és szombaton és vasárnap főpapi misét tartott.
A püspök elmondta nem lehet, hogy két kislány hónapokig félre tudjon vezetni ennyi embert, és az sem, hogy ilyen komolyan kitartóan imádkoznak. És gyógyulások is vannak, egy TBC-ben szenvedő megtagadta az orvosok segítségét itt imádkozott és meggyógyult. Egy járóképtelen nő itt imádkozott és felállt, mintha Lourdesben történt volna. Végül megerősítette a Szentírásban írtakat: Jézus mondta, "ahol ketten vagy hárman összejönnek az én nevemben, ott vagyok én is."
Azonban az egyházi hatóságot újra meg szerettek volna bizonyosodni a jelenés hitelességéről. Vasárnap, 1-én megkérték a lányokat hintse meg szentelt vízzel a jelenést. A jelenés örült ennek majd azt mondta: "Én mindig itt leszek. Addig fogtok látni míg nagyon sok ember nem fog itt gyülekezni imádságra." Szeptember 8-án újabb jelet kaptak a jelenlévők, akik az első napokban ezres tömegben, míg 5-én 15 000 ember volt jelen. A nap elkezdett forogni és betűk jelentek meg rajta napcsoda Archiválva 2012. július 22-i dátummal a Wayback Machine-ben. A lányok kérdésére, hogy ez micsoda, azt felelte: "Ez jel mindazoknak akik nem hisznek." Akik a helyszínen voltak, a betűket megjelenésük sorrendjében összeolvasták: "Gyertek imádkozzunk." Ezt a jelet mindenki láthatta Kárpátalján reggel 8 óra tájban és az esti szent mise előtti órában.

## A jelenések után
A jelenések helyén a keresztény egység fakeresztjét állítottak fel, amiből egy időben vér csöpögött. A vért megvizsgálták és emberi vérnek bizonyult. Zarándok ösvény épült stáció keresztekkel.
- 2002 decemberében II. János Pál pápa fogadta audiencián a Dzsublék küldöttséget.
- 2005. december 22-én felszentelik a kápolnát a helyszínen.

## Üzenetek
- A Szűz Anya azt, kérte, hogy váljék minden keresztény egységgé, ez a hely segíti a vallások közötti nézetkülönbségeinek feloldását.[3]
- Minden hónap 27-én legyen a zarándoklat napja a patak forrásához.
- A kis felépült kápolna helyére nagy bazilika épüljön.

## Zarándokhely
Paul Kanadiec üzenetet kapott az USA-ban, és ide költözött a jelenés helyszínére egy kolostorba. Nevét Kanadiecre változtatta, mert Kanadából származik.